# James Maurice

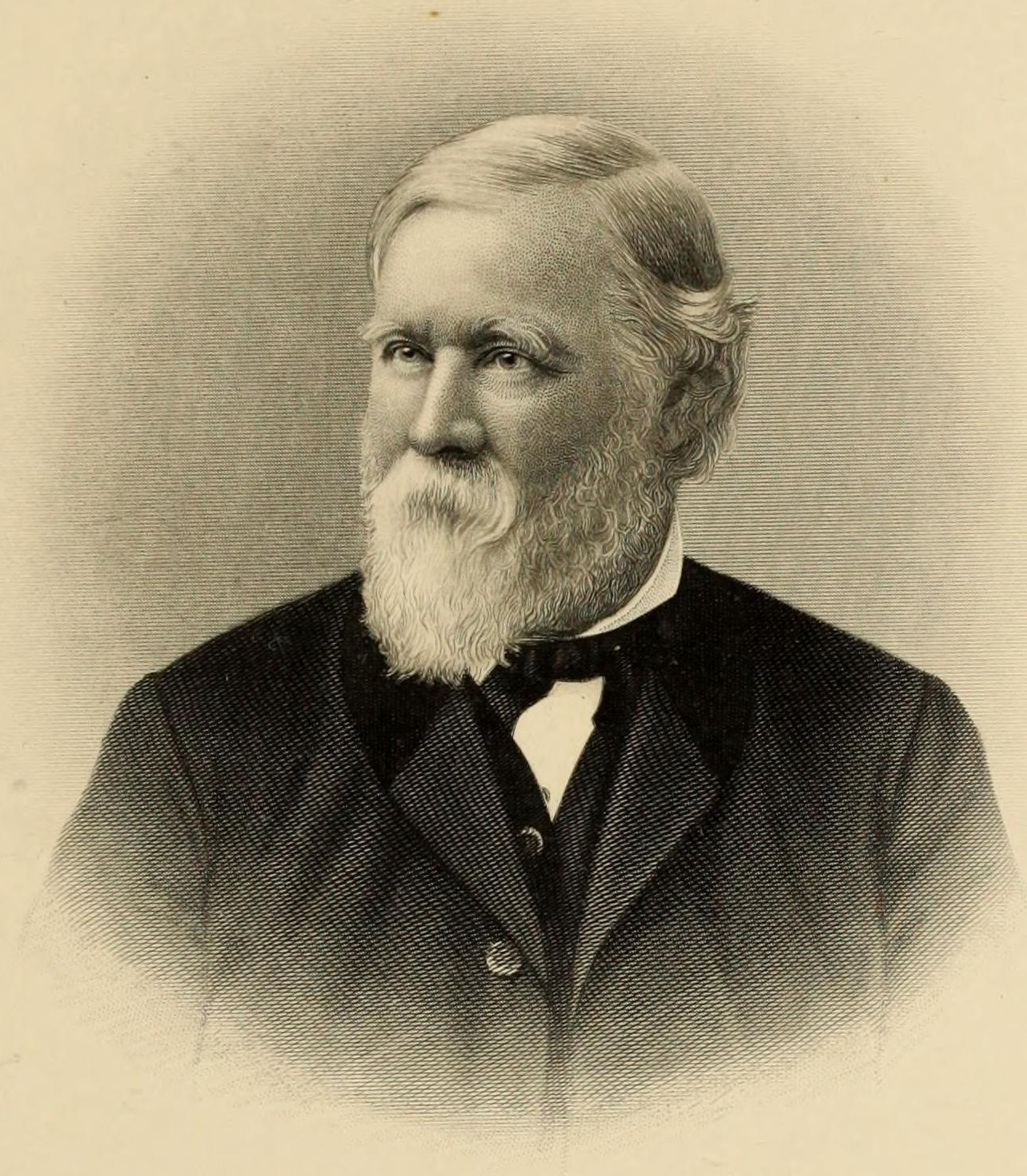
James Maurice

James Maurice (* 7. November 1814 in New York City; † 4. August 1884 in Maspeth, New York) war ein US-amerikanischer Jurist und Politiker. Zwischen 1853 und 1855 vertrat er den Bundesstaat New York im US-Repräsentantenhaus.

## Werdegang
James Maurice wurde während des Britisch-Amerikanischen Krieges in New York City geboren und wuchs dort auf. Er besuchte die Broad Street Academy und wurde mit zwölf Jahren ein Kontorist (clerk) in einem Rechtsanwaltsbüro. Später studierte er Jura. Nach dem Erhalt seiner Zulassung als Anwalt 1835 begann er in Maspeth zu praktizieren. Gouverneur William C. Bouck ernannte ihn 1843 zum Master am New York Court of Chancery. Politisch gehörte er der Demokratischen Partei an. Maurice saß 1850 in der New York State Assembly. Er nahm als Delegierter in den Jahren 1851, 1853 und 1856 an den Democratic State Conventions teil. Bei den Kongresswahlen des Jahres 1852 wurde Maurice im ersten Wahlbezirk von New York in das US-Repräsentantenhaus in Washington, D.C. gewählt, wo er am 4. März 1853 die Nachfolge von John G. Floyd antrat. Da er im Jahr 1854 auf eine erneute Kandidatur verzichtete, schied er nach dem 3. März 1855 aus dem Kongress aus. Danach war er wieder als Anwalt tätig. 1865 lehnte er die Nominierung zum Richter am New York Supreme Court ab. Im folgenden Jahr wurde er als Republikaner in die New York State Assembly wiedergewählt. Er verstarb am 4. August 1884 in Maspeth und wurde auf dem Mount Olivet Cemetery beigesetzt.